# Archives of Computational Methods in Engineering
Archives of Computational Methods in Engineering is een internationaal, aan collegiale toetsing onderworpen wetenschappelijk tijdschrift op het gebied van de
informatica,
techniek en
toegepaste wiskunde.
De naam wordt in literatuurverwijzingen meestal afgekort tot Arch. Comput. Meth. Eng.
Het wordt uitgegeven door Springer Science+Business Media.